# Chrosomus tennesseensis
Chrosomus tennesseensis là một loài cá vây tia trong họ Cyprinidae. Nó chỉ được tìm thấy ở Hoa Kỳ; đặc biệt ở đông bắc Tennessee và tây nam Virginia, và nhiều nơi ở tận tây bắc Georgia. CHo đến nay, chúng đã được xem là một phân loài của loài sống ở vùng núi.